# Dendrophthora constricta
Dendrophthora constricta är en sandelträdsväxtart som först beskrevs av Wr. och August Heinrich Rudolf Grisebach, och fick sitt nu gällande namn av August Wilhelm Eichler. Dendrophthora constricta ingår i släktet Dendrophthora och familjen sandelträdsväxter. Inga underarter finns listade i Catalogue of Life.